# Кузнецова, Татьяна Ивановна
Татья́на Ива́новна Кузнецо́ва (род. 27 апреля 1945, Москва) — российский преподаватель математики, профессор, доктор педагогических наук. С 2009 года руководитель Всероссийского научно-методического семинара «Передовые идеи в преподавании математики в России и за рубежом». Автор 5 книг (69 в соавторстве), более 240 научных работ (350 в соавторстве), 110 докладов на конференциях по вопросам теории и практики преподавания «русского математического языка» студентам-иностранцам, использованию номографических методов решения задач на уровне среднего и предвузовского образования, и внутри- и межпредметных связей математики.

## Биография
Окончила механико-математический факультет МГУ в 1968 г. по специальности «математик». Работала в таких научно-исследовательских учреждениях, как НИИ СиМО АПН СССР; в отделе номограмм Вычислительного центра Академии Наук СССР (1969—1977 гг.); являлась старшим научным редактором Главной редакции физико-математической литературы издательства «Наука» (1977—1980 гг.).
С 1980 г. преподаёт математику и курс «Математические основы информатики» иностранным студентам в группах различных профилей в Институте русского языка и культуры МГУ, в последние 7 лет — в группах подготовки в магистратуру по экономическим специальностям.
В 1980—1982 гг. — руководитель секции математики, в 1982—1983 гг. — и. о. заведующего кафедрой естественных наук, в 1983—1985 гг. — заместитель заведующего кафедрой, с 1983 г. — доцент по должности, в 1984 г. получила звание доцента по кафедре естественных наук. С 1985 г. — один из руководителей введения предмета «Основы информатики и вычислительной техники» на подготовительных факультетах для иностранных граждан университетов и вузов СССР. С 2010 г. — профессор кафедры естественнонаучных и гуманитарных дисциплин.
В 1977 г. защитила кандидатскую диссертацию «Геометрические модели функциональных зависимостей в обучении математике в школе» по специальности 13.00.02 (методика преподавания); НИИ СиМО АПН СССР, руководитель — Боковнев О. А.
В 2006 г. защитила докторскую диссертацию на тему «Формирование единства теории и практики предвузовского математического образования» по специальностям: 13.00.02 (теория и методика обучения и воспитания (математика)) и 13.00.08 (теория и методика профессионального образования); МГОУ.

## Общественная деятельность
Татьяна Ивановна является руководителем Всероссийского научно-методического семинара «Передовые идеи в преподавании математики в России и за рубежом» с 2009 г.

## Основные работы
- Модель выпускника подготовительного факультета в пространстве предвузовского математического образования: Научное издание. — М.: КомКнига, 2005; 2-е изд. — М.: Книжный дом «ЛИБРОКОМ», 2011.
- Информационные модели выпускников в подсистемах вузов — Информационно-педагогическая среда современного вуза: Коллективная монография (в сооваторстве) — М.: Изд-во МГОУ, 2011.
- Технологические основы проектирования понятийного аппарата по математическим дисциплинам в вузе на базе фрактального подхода: Монография. — Елец: Изд-во ЕГУ им. И. А. Бунина, 2016 (в соавт. с Дворяткиной С. Н.).
- Методическое пособие по тригонометрии для студентов-иностранцев медико-биологических специальностей, обучающихся на подготовительных факультетах в вузах СССР. — Кишинёв: КишГУ, 1985 (в соавт. с Ефремовой Т. М., Никольским Ю. А., Руденко О. П.). Гриф Советов Кишинёвского ГУ и факультетата для иностранных граждан Винницкого медицинского института им. Н. И. Пирогова.
- Геометрия: Учебное пособие для иностранных студентов естественнонаучных специальностей, обучающихся на подготовительном факультете МГУ им. М. В. Ломоносова. — М.: Изд-во Моск. ун-та, 1985 (в соавт. с Грибковым И. В.). Гриф Редакционно-издательского совета Московского университета.
- Рабочая программа по дисциплине «Основы информатики и вычислительной техники» для студентов-иностранцев, обучающихся на подготовительных факультетах вузов СССР. — М.: МГУ им. М. В. Ломоносова — МАДИ: МАДИ, 1985 (в соавт. с Антиповым И. Н., Зленко А. А.,). Гриф Министерства высшего и среднего специального образования СССР.
- Введение в информатику — М.: УРСС, 1997 (в соавт. с Брычковым Е. Ю.). Гриф: Рекомендовано МО и ПО РФ в качестве учебного пособия для студентов-иностранцев высших учебных заведений[4].
- «Современная школьная энциклопедия» (Предмет «Математика»). — М.: ОЛМА Медиа Групп, 2009. Гриф: Рекомендовано Российской Академией образования.
- Русско-англо-китайский словарь математической лексики. 2500 словарных единиц: Учебное пособие для студентов-иностранцев международных факультетов университетов и вузов России — М.: ЛЕНАНД, 2017 (6-е издание, в соавт. с Лазаревой Е. А.)[5].
- Учебный русско-англо-корейский словарь математической лексики: Для студентов-иностранцев международных факультетов университетов и вузов России: Учебное пособие — М.: ЛЕНАНД, 2017 (в соавт. с Лазаревой Е. А.).
- Лексический минимум математических терминов (на русском, английском, китайском языках) — М.: Изд-во «Янус-К», 2003 (в соавт. с Жаровым В. К. и Климовой И. А.). Гриф Министерства образования и Государственного Комитета по науке Исполнительного Юаня Китайской Республики (Тайвань).